# Jan Szynaka
Jan Szynaka (ur. 1961) – polski przedsiębiorca, współwłaściciel i prezes zarządu Szynaka – Meble z siedzibą w Lubawie.

## Życiorys
Urodził się jako syn rzemieślnika, Jana Szynaki, który od 1957 prowadził przydomowy zakład meblarski. Od najmłodszych lat związany jest z branżą meblową. W 1985 roku przejął po ojcu zakład i rozbudował w grupę meblową składającą się z 6 zakładów produkcyjnych. Od 2015 roku pełni funkcję prezesa Ogólnopolskiej Izby Gospodarczej Producentów Mebli (OIGPM).
Jan Szynaka wspiera sportowców i kluby sportowe, m.in. w takich dyscyplinach jak piłka nożna. Uczestniczy w pracach instytucji samorządowych, organizacji i stowarzyszeń, bierze udział w akcjach charytatywnych (był m.in. fundatorem urządzeń diagnostyczno-leczniczych dla Szpitala Powiatowego w Nowym Mieście Lubawskim). W 2013 wraz z żoną Aliną Szynaka został właścicielem kompleksu pałacowego w Mortęgach, głównym celem inwestycji było odtworzenie wielowiekowej historii miejsca. Jest jednym z bohaterów, wydanej w 2015, książki o polskich meblarzach „Wizjonerzy i biznesmeni”.
16 września 2020 został Konsulem Honorowym Republiki Białoruś w Olsztynie.

### Życie prywatne
Jest żonaty z Aliną Szynaka, pełniącą funkcję wiceprezesa firmy Szynaka-Meble. Mają czworo dzieci: Michała, Annę, Gabrielę i Aleksandrę.

## Odznaczenia i wyróżnienia
- 2017: Krzyż Oficerski Orderu Odrodzenia Polski za wybitne zasługi dla rozwoju polskiej gospodarki[15][16]
- 2017: tytuł „Honorowy Obywatel Gminy Iława”[17]
- 2017: tytuł „Zasłużony dla Miasta Lubawy”[5][7]
- 2016: Brązowa Odznaka „Zasłużony dla Ochrony Przeciwpożarowej” (2016)[18][19]
- 2016: tytuł: „Ambasador Meblarstwa” nadany przez Radę Ogólnopolskiej Izby Gospodarczej Producentów Mebli[20]
- 2015: „Człowiek Roku 2015”[21]
- 2015: Orzeł Eksportu w kategorii Osobowość Eksportu w plebiscycie organizowanym przez Rzeczpospolitą i BZWBK[22]
- 2015: Złoty Krzyż Honorowy Związku Piłsudczyków Rzeczypospolitej Polskiej[23]
- 2015: Odznaka Honorowa za Zasługi dla Rozwoju Gospodarki Rzeczypospolitej Polskiej nadana przez Ministra Gospodarki[24]
- 2012: „Człowiek Roku 2012”[25]
- 2012: Krzyż Kawalerskim Orderu Odrodzenia Polski[26]
- 2011: „Człowiek Roku 2011”[27]
- 2011: „Ambasador Firm Rodzinnych 2011”[28]
- 2010: Laur „Najlepsi z Najlepszych”[29]
- 2009: Szabla Kilińskiego[30]
- 2005: Złoty Krzyż Zasługi za zasługi dla rozwoju rzemiosła i przedsiębiorczości[31]
- 2000: Srebrny Krzyż Zasługi w działalności społecznej i charytatywnej[32]